# 李章旭
李 章旭（Lee Jang Wook、イ・ジャンウク、1968年 - ）は韓国の詩人。ソウル特別市出身。

## 略歴
高麗大学校と大学院でロシア文学を専攻しながら、同時に詩に対しても興味を示してきた。1995年に文芸誌『現代文学』の詩部門の新人賞に当選し、本格的な作品活動をスタートさせた。李の詩の特徴は、夫々の詩語は具体的ではっきりしているが、それが結合した文章と文章の連結方式は夢幻的であると言われ、具体性と抽象性を絶妙にあわせ持っている。
また詩の創作だけでなく、2005年には長編小説『칼로의 유쾌한 악마들(カロの愉快な悪魔)』で『文学手帳』の作家賞を受賞するなど、小説家としての活動も並行し、また当代の難解な詩を鋭く分析し、積極的に擁護した文学評論家としても有名である。

## 年譜
- 1994年、『現代文学』詩部門新人賞受賞。
- 2003年、第8回『現代詩学』作品賞。
- 2005年、第3回『文学手帳』作家賞授賞。
- 2010年、第1回『文学トンネ』若い作家賞優秀賞。
- 2011年、第1回文知文学賞授賞。
- 2013年、第4回『文学トンネ』若い作家賞受賞。

## 邦訳作品
- 『私たち皆のチョン・グィボ』五十嵐真希訳、クオン、韓国文学ショートショート、2020年4月

## 代表作品
- 2002年、내 잠 속의 모래산(私の眠りの中の砂山) [1]
- 2005年、칼로의 유쾌한 악마들(カロの愉快な悪魔たち)、혁명과 모더니즘(革命とモダニズム)、나의 우울한 모던 보이(私の憂鬱なモダンボイ)
- 2006年、정오의 희망곡(正午の希望曲)
- 2010年、고백의 제왕(告白の帝王)
- 2011年、생년월일(生年月日)
- 2013年、천국보다 낯선(天国より見知らぬ)
- 2014年、우리 모두의 정귀보(私たち皆のチョン・グィボ)